# Sting/Auszeichnungen für Musikverkäufe

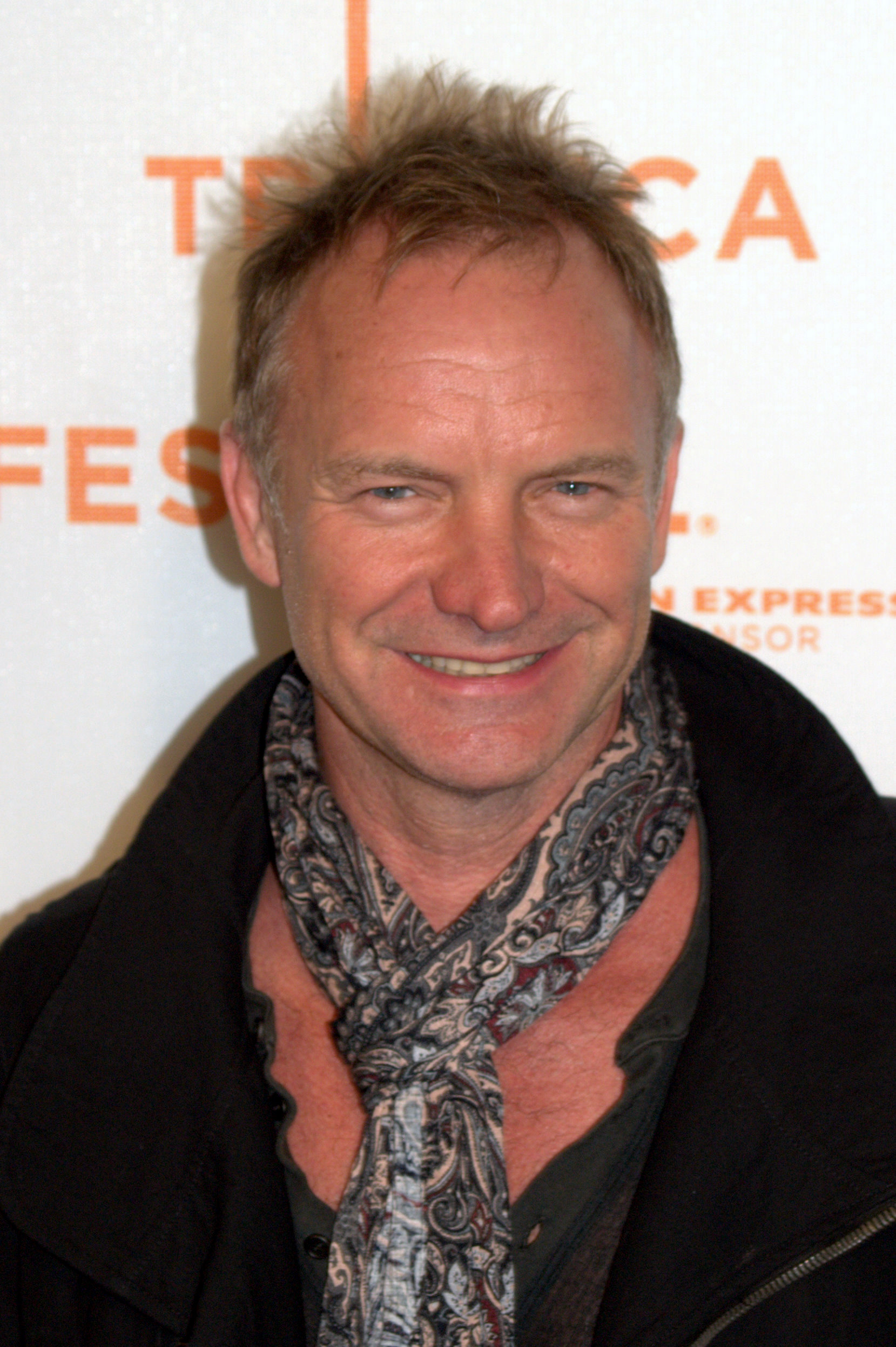
Sting (2009)

Dies ist eine Übersicht über die Auszeichnungen für Musikverkäufe des britischen Pop-Sängers Sting. Die Auszeichnungen finden sich nach ihrer Art (Gold, Platin usw.), nach Staaten getrennt in chronologischer Reihenfolge, geordnet sowie nach den Tonträgern selbst, ebenfalls in chronologischer Reihenfolge, getrennt nach Medium (Alben, Singles usw.), wieder.

## Auszeichnungen
| - Portugal - 2003: für das Videoalbum Inside the Songs of Sacred Love - Vereinigtes Königreich - 1979: für die Autorenbeteiligung und Produktion Can’t Stand Losing You (The Police) - 1980: für die Autorenbeteiligung und Produktion So Lonely (The Police) - 1981: für die Autorenbeteiligung und Produktion Invisible Sun (The Police) - 1982: für die Autorenbeteiligung und Produktion Spirits in the Material World (The Police) - 1986: für das Album Bring On the Night - 1994: für die Single All for Love - 2013: für das Album If on a Winter’s Night … - 2023: für die Single Shape of My Heart - Argentinien - 1999: für das Album Brand New Day - Australien - 1991: für das Album The Soul Cages - 1996: für das Album Mercury Falling - 1997: für das Album The Very Best of Sting & The Police - Belgien - 1991: für das Album The Soul Cages - 1993: für das Album Ten Summoner’s Tales - 1995: für das Album Fields of Gold: The Best of Sting 1984–1994 - 1999: für das Album Brand New Day - 2002: für das Album … All This Time - 2009: für das Album If on a Winter’s Night … - 2020: für die Single Reste - Brasilien - 2005: für das Videoalbum The Brand New Day Tour – Live from the Universal Amphitheatre - Dänemark - 2001: für das Album Brand New Day - 2020: für die Autorenbeteiligung I’ll Be Missing You (Puff Daddy feat. Faith Evans & 112) - 2022: für die Single Fields of Gold - 2023: für die Single Shape of My Heart - Deutschland - 1993: für das Album Ten Summoner’s Tales - 1994: für die Single All for Love - 1996: für das Album Mercury Falling - 1998: für das Album The Very Best of Sting & The Police - 2000: für die Single Desert Rose - 2002: für das Album … All This Time - 2003: für das Album Sacred Love - 2007: für das Album Songs from the Labyrinth - 2009: für das Album If on a Winter’s Night … - 2012: für das Album Live in Berlin - 2023: für die Single Fields of Gold - 2023: für die Single Englishman in New York - 2023: für die Autorenbeteiligung Money for Nothing (Dire Straits) - 2024: für das Album 57th & 9th - Finnland - 1991: für das Album The Soul Cages - 1994: für das Album Ten Summoner’s Tales - 1996: für das Album Mercury Falling - Frankreich - 1980: für die Autorenbeteiligung und Produktion Message in a Bottle (The Police) - 1986: für die Single Russians - 1997: für die Autorenbeteiligung I’ll Be Missing You (Puff Daddy feat. Faith Evans & 112) - 1999: für die Single Desert Rose - 2001: für das Videoalbum The Brand New Day Tour – Live from the Universal Amphitheatre - 2001: für das Album … All This Time - 2003: für das Videoalbum Inside the Songs of Sacred Love - 2003: für das Album Sacred Love - 2016: für das Album 57th & 9th - 2019: für das Album 44/876 - 2019: für die Autorenbeteiligung Lucid Dreams (Forget Me) (Juice Wrld) - 2023: für das Album The Bridge - Griechenland - 1985: für das Album The Dream of the Blue Turtles - 2001: für das Album Brand New Day - Hongkong - 1985: für das Album The Dream of the Blue Turtles - 1990: für das Album ...Nothing Like the Sun - 1997: für das Album The Very Best of Sting & The Police - Indonesien - 2001: für das Album Brand New Day - Israel - 1990: für das Album ...Nothing Like the Sun - 2001: für das Album Brand New Day - Italien - 2010: für das Album Symphonicities - 2012: für das Album The Best of 25 Years - 2013: für das Album The Very Best of Sting & The Police - 2017: für die Autorenbeteiligung I’ll Be Missing You (Puff Daddy feat. Faith Evans & 112) - 2019: für die Single Englishman in New York - 2019: für die Autorenbeteiligung und Produktion Message in a Bottle (The Police) - 2019: für die Autorenbeteiligung und Produktion Roxanne (The Police) - 2019: für die Single Fields of Gold - 2021: für die Single Shape of My Heart - Japan - 1985: für das Album The Dream of the Blue Turtles - 1991: für das Album The Soul Cages - 1993: für das Album Ten Summoner’s Tales - 1994: für die Single All for Love - 1996: für das Album Mercury Falling - 1998: für das Album The Very Best of Sting & The Police - 2001: für das Album At the Movies - 2004: für das Album Sacred Love - 2004: für das Album … All This Time - 2014: für die Single Englishman in New York (Digital) - 2014: für die Single Shape of My Heart (Digital) - Kanada - 1981: für die Autorenbeteiligung und Produktion De Do Do Do De Da Da Da (The Police) - 1985: für die Autorenbeteiligung Money for Nothing (Dire Straits) - 1985: für die Single If You Love Somebody Set Them Free - 2000: für das Videoalbum The Brand New Day Tour – Live from the Universal Amphitheatre - 2001: für das Album … All This Time - 2010: für das Album If on a Winter’s Night … - Malaysia - 2001: für das Album Brand New Day - Mexiko - 1993: für das Album Ten Summoner’s Tales - 1999: für das Album Fields of Gold: The Best of Sting 1984–1994 - Neuseeland - 1986: für die Autorenbeteiligung Money for Nothing (Dire Straits) - 1991: für das Album The Soul Cages - 1994: für die Single All for Love - 1996: für das Album Mercury Falling - Niederlande - 1993: für das Album Ten Summoner’s Tales - 1996: für das Album Mercury Falling - 2000: für das Album Brand New Day - 2002: für das Album … All This Time - 2003: für das Album Sacred Love - Norwegen - 1999: für das Album Brand New Day - Österreich - 1991: für das Album The Soul Cages - 1994: für die Single All for Love - 1994: für das Album Fields of Gold: The Best of Sting 1984–1994 - 1996: für das Album Mercury Falling - 1998: für das Album The Very Best of Sting & The Police - 2000: für das Album Brand New Day - 2000: für die Single Desert Rose - Polen - 1996: für das Album Mercury Falling - 1997: für das Album Fields of Gold: The Best of Sting 1984–1994 - 2000: für das Album The Very Best of Sting & The Police - 2002: für das Album … All This Time - 2006: für das Album Songs from the Labyrinth - 2007: für das Videoalbum The Brand New Day Tour – Live from the Universal Amphitheatre - 2018: für das Album 44/876 - 2024: für das Album The Bridge - Portugal - 1989: für das Album ...Nothing Like the Sun - 2004: für das Album Sacred Love - 2013: für das Album The Last Ship - Rumänien - 2017: für das Album 57th & 9th - Russland - 2006: für das Album Songs from the Labyrinth - 2009: für das Album If on a Winter’s Night … - 2010: für das Album Symphonicities - Schweden - 1994: für die Single All for Love - 1995: für das Album Fields of Gold: The Best of Sting 1984–1994 - Schweiz - 1989: für das Album Nada como el sol - 1996: für das Album Mercury Falling - 1998: für das Album The Very Best of Sting & The Police - 2000: für die Single Desert Rose - 2001: für das Album … All This Time - 2009: für das Album If on a Winter’s Night … - Spanien - 1986: für das Album The Dream of the Blue Turtles - 1996: für das Album Mercury Falling - 1998: für das Album The Very Best of Sting & The Police - 2004: für das Album Sacred Love - 2019: für die Autorenbeteiligung Lucid Dreams (Forget Me) (Juice Wrld) - 2024: für die Single Englishman in New York - 2024: für die Single Fields of Gold - 2024: für die Single Shape of My Heart - Südkorea - 2001: für das Album Brand New Day - Ungarn - 2000: für das Album Brand New Day - 2003: für das Album Sacred Love - Vereinigte Staaten - 1983: für die Autorenbeteiligung und Produktion Every Breath You Take (The Police) - 1984: für die Single Do They Know It’s Christmas? - 1993: für das Videoalbum Ten Summoner’s Tales - 2002: für das Album … All This Time - 2005: für das Album The Very Best of Sting & The Police - 2009: für das Album If on a Winter’s Night … - Vereinigtes Königreich - 1979: für die Autorenbeteiligung und Produktion Message in a Bottle (The Police) - 1979: für die Autorenbeteiligung und Produktion Walking on the Moon (The Police) - 1980: für die Autorenbeteiligung und Produktion Don’t Stand So Close to Me (The Police) - 1981: für die Autorenbeteiligung und Produktion De Do Do Do De Da Da Da (The Police) - 1991: für das Album The Soul Cages - 2003: für das Album Sacred Love - 2013: für das Videoalbum … All This Time - 2022: für die Autorenbeteiligung und Produktion Every Little Thing She Does Is Magic (The Police) - 2024: für die Single Englishman in New York | - Frankreich - 1994: für das Album Ten Summoner’s Tales - 1998: für das Album The Very Best of Sting & The Police - 2003: für das Album Brand New Day - Argentinien - 1994: für das Album Fields of Gold: The Best of Sting 1984–1994 - 1997: für das Album The Very Best of Sting & The Police - 2002: für das Videoalbum … All This Time - 2003: für das Videoalbum The Brand New Day Tour – Live from the Universal Amphitheatre - Australien - 1994: für die Single All for Love - 1994: für das Album Ten Summoner’s Tales - 2001: für das Album Brand New Day - 2011: für das Videoalbum Sting – Live in Berlin - Belgien - 2002: für das Album The Very Best of Sting & The Police - 2021: für die Autorenbeteiligung Lucid Dreams (Forget Me) (Juice Wrld) - Brasilien - 2025: für das Album Brand New Day - Dänemark - 2021: für die Autorenbeteiligung Money for Nothing (Dire Straits) - 2023: für die Single Englishman in New York - Deutschland - 1987: für das Album The Dream of the Blue Turtles - 1988: für das Album ...Nothing Like the Sun - 1991: für das Album The Soul Cages - 1994: für das Album Fields of Gold: The Best of Sting 1984–1994 - 2000: für das Album Brand New Day - 2023: für die Autorenbeteiligung und Produktion Every Breath You Take (The Police) - Europa - 1991: für das Album The Soul Cages - 1994: für das Album Ten Summoner’s Tales - 1997: für das Album Mercury Falling - 2001: für das Album … All This Time - 2003: für das Album Sacred Love - Finnland - 1995: für das Album Fields of Gold: The Best of Sting 1984–1994 - Frankreich - 1986: für das Album The Dream of the Blue Turtles - 1991: für das Album The Soul Cages - 1995: für das Album Fields of Gold: The Best of Sting 1984–1994 - 2010: für das Album If on a Winter’s Night … - 2020: für das Album My Songs - 2020: für das Videoalbum Live at the Olympia Paris - Griechenland - 2021: für die Autorenbeteiligung Lucid Dreams (Forget Me) (Juice Wrld) - Hongkong - 2001: für das Album Brand New Day - Indien - 2001: für das Album Brand New Day - Irland - 2001: für das Album Brand New Day - Italien - 1986: für das Album The Dream of the Blue Turtles - 1993: für das Album Ten Summoner’s Tales - 2019: für die Autorenbeteiligung Lucid Dreams (Forget Me) (Juice Wrld) - 2021: für die Autorenbeteiligung Money for Nothing (Dire Straits) - Japan - 1995: für das Album Fields of Gold: The Best of Sting 1984–1994 - 2000: für das Album Brand New Day - Kanada - 1985: für die Single Do They Know It’s Christmas? - 1985: für das Album The Dream of the Blue Turtles - 1987: für das Album ...Nothing Like the Sun - 1991: für das Album The Soul Cages - 1993: für das Album Ten Summoner’s Tales - 1994: für das Album Fields of Gold: The Best of Sting 1984–1994 - 1996: für das Album Mercury Falling - 1997: für die Autorenbeteiligung I’ll Be Missing You (Puff Daddy feat. Faith Evans & 112) - 2003: für das Videoalbum Inside the Songs of Sacred Love - 2003: für das Album Sacred Love - Neuseeland - 1985: für die Single Do They Know It’s Christmas? - 1988: für das Album ...Nothing Like the Sun - 1994: für das Album Ten Summoner’s Tales - 1997: für die Autorenbeteiligung I’ll Be Missing You (Puff Daddy feat. Faith Evans & 112) - 2001: für das Album Brand New Day - 2002: für das Album … All This Time - 2010: für das Videoalbum … All This Time - 2023: für die Single Fields of Gold - Niederlande - 1985: für das Album The Dream of the Blue Turtles - 1988: für das Album ...Nothing Like the Sun - 1995: für das Album Fields of Gold: The Best of Sting 1984–1994 - 2018: für die Autorenbeteiligung Lucid Dreams (Forget Me) (Juice Wrld) - Norwegen - 1997: für die Autorenbeteiligung I’ll Be Missing You (Puff Daddy feat. Faith Evans & 112) - Polen - 2001: für das Album Brand New Day - 2010: für das Album Live in Berlin - 2022: für das Album My Songs - Portugal - 2001: für das Album Brand New Day - Russland - 2003: für das Album Sacred Love - Schweden - 2018: für die Autorenbeteiligung Lucid Dreams (Forget Me) (Juice Wrld) - Schweiz - 1991: für das Album The Soul Cages - 1994: für das Album Ten Summoner’s Tales - 2000: für das Album Brand New Day - 2003: für das Album Sacred Love - Singapur - 2001: für das Album Brand New Day - Spanien - 1987: für das Album ...Nothing Like the Sun - 1991: für das Album The Soul Cages - 1993: für das Album Ten Summoner’s Tales - 1994: für das Album Fields of Gold: The Best of Sting 1984–1994 - 2001: für das Album Brand New Day - 2002: für das Album … All This Time - Südafrika - 2001: für das Album Brand New Day - Tschechien - 2001: für das Album Brand New Day - Türkei - 2001: für das Album Brand New Day - Ungarn - 2009: für das Album If on a Winter’s Night … - 2010: für das Album Symphonicities - Vereinigte Staaten - 1991: für das Album The Soul Cages - 1994: für die Single All for Love - 1996: für das Album Mercury Falling - 2002: für das Videoalbum The Brand New Day Tour – Live from the Universal Amphitheatre - 2004: für das Album Sacred Love - 2004: für das Album Songs of Love - Vereinigtes Königreich - 1984: für die Single Do They Know It’s Christmas? - 1988: für das Album ...Nothing Like the Sun - 1997: für das Album Mercury Falling - 2000: für das Album Brand New Day - 2013: für das Album … All This Time - 2021: für die Autorenbeteiligung und Produktion Roxanne (The Police) - 2021: für die Autorenbeteiligung Money for Nothing (Dire Straits) | - Deutschland - 2023: für die Autorenbeteiligung Lucid Dreams (Forget Me) (Juice Wrld) - Australien - 1997: für die Autorenbeteiligung I’ll Be Missing You (Puff Daddy feat. Faith Evans & 112) - Dänemark - 2020: für die Autorenbeteiligung Lucid Dreams (Forget Me) (Juice Wrld) - 2023: für die Autorenbeteiligung und Produktion Every Breath You Take (The Police) - Europa - 2000: für das Album Brand New Day - 2001: für das Album The Very Best of Sting & The Police - Frankreich - 1988: für das Album ...Nothing Like the Sun - Italien - 2013: für das Album If on a Winter’s Night … - Kanada - 2000: für das Album Brand New Day - Neuseeland - 2002: für das Album The Very Best of Sting & The Police - 2019: für die Autorenbeteiligung Lucid Dreams (Forget Me) (Juice Wrld) - Niederlande - 1997: für die Autorenbeteiligung I’ll Be Missing You (Puff Daddy feat. Faith Evans & 112) - Österreich - 1997: für die Autorenbeteiligung I’ll Be Missing You (Puff Daddy feat. Faith Evans & 112) - 2023: für die Autorenbeteiligung Lucid Dreams (Forget Me) (Juice Wrld) - Polen - 2014: für das Album The Last Ship - 2018: für das Album 57th & 9th - Portugal - 2013: für das Album The Best of 25 Years - Schweiz - 1990: für das Album ...Nothing Like the Sun - 1995: für das Album Fields of Gold: The Best of Sting 1984–1994 - 1998: für die Autorenbeteiligung I’ll Be Missing You (Puff Daddy feat. Faith Evans & 112) - Vereinigte Staaten - 1991: für das Album ...Nothing Like the Sun - 1996: für das Album Fields of Gold: The Best of Sting 1984–1994 - Vereinigtes Königreich - 1992: für das Album The Dream of the Blue Turtles - 1994: für das Album Ten Summoner’s Tales - 2022: für die Autorenbeteiligung und Produktion Every Breath You Take (The Police) - Argentinien - 1997: für das Videoalbum The Very Best of Sting & The Police - Deutschland - 1999: für die Autorenbeteiligung I’ll Be Missing You (Puff Daddy feat. Faith Evans & 112) - Italien - 2000: für das Album Brand New Day - 2023: für die Autorenbeteiligung Every Breath You Take (The Police) - Neuseeland - 1986: für das Album The Dream of the Blue Turtles - 1996: für das Album Fields of Gold: The Best of Sting 1984–1994 - Polen - 2010: für das Album Symphonicities - 2015: für das Album The Best of 25 Years - 2021: für die Autorenbeteiligung Lucid Dreams (Forget Me) (Juice Wrld) - Portugal - 2023: für die Single Every Breath You Take - Schweden - 1997: für die Autorenbeteiligung I’ll Be Missing You (Puff Daddy feat. Faith Evans & 112) - Vereinigte Staaten - 1994: für das Album Ten Summoner’s Tales - 1994: für das Album The Dream of the Blue Turtles - 1997: für die Autorenbeteiligung I’ll Be Missing You (Puff Daddy feat. Faith Evans & 112) - 2001: für das Album Brand New Day - Vereinigtes Königreich - 1997: für das Album Fields of Gold: The Best of Sting 1984–1994 - 2018: für die Autorenbeteiligung I’ll Be Missing You (Puff Daddy feat. Faith Evans & 112) - 2022: für die Autorenbeteiligung Lucid Dreams (Forget Me) (Juice Wrld) - Belgien - 1997: für die Autorenbeteiligung I’ll Be Missing You (Puff Daddy feat. Faith Evans & 112) - Europa - 1998: für das Album Fields of Gold: The Best of Sting 1984–1994 - Polen - 2010: für das Album If on a Winter’s Night … - Portugal - 2021: für die Autorenbeteiligung Lucid Dreams (Forget Me) (Juice Wrld) - Vereinigtes Königreich - 2013: für das Album The Very Best of Sting & The Police - Finnland - 2020: für die Autorenbeteiligung Lucid Dreams (Forget Me) (Juice Wrld) - Kanada - 2019: für die Autorenbeteiligung Lucid Dreams (Forget Me) (Juice Wrld) - Australien - 2021: für die Autorenbeteiligung Lucid Dreams (Forget Me) (Juice Wrld) - Vereinigte Staaten - 2023: für die Autorenbeteiligung Lucid Dreams (Forget Me) (Juice Wrld) - Frankreich - 2022: für die Single Reste |

## Auszeichnungen nach Alben

### The Dream of the Blue Turtles
| Land/Region                  | Auszeichnungen für Musikverkäufe (Land/Region, Auszeichnung, Verkäufe) | Verkäufe  |
| ---------------------------- | ---------------------------------------------------------------------- | --------- |
| Australien (ARIA)            | —                                                                      | 200.000   |
| Deutschland (BVMI)           | Platin                                                                 | 500.000   |
| Frankreich (SNEP)            | Platin                                                                 | 300.000   |
| Griechenland (IFPI)          | Gold                                                                   | 50.000    |
| Hongkong (IFPI/HKRIA)        | Gold                                                                   | 10.000    |
| Italien (FIMI)               | Platin                                                                 | 500.000   |
| Japan (RIAJ)                 | Gold                                                                   | 100.000   |
| Kanada (MC)                  | Platin                                                                 | 100.000   |
| Neuseeland (RMNZ)            | 3× Platin                                                              | 60.000    |
| Niederlande (NVPI)           | Platin                                                                 | 100.000   |
| Spanien (Promusicae)         | Gold                                                                   | 50.000    |
| Vereinigte Staaten (RIAA)    | 3× Platin                                                              | 3.000.000 |
| Vereinigtes Königreich (BPI) | 2× Platin                                                              | 600.000   |
| Insgesamt                    | 4× Gold · 13× Platin ·                                                 | 5.580.000 |

### Bring On the Night
| Land/Region                  | Auszeichnungen für Musikverkäufe (Land/Region, Auszeichnung, Verkäufe) | Verkäufe |
| ---------------------------- | ---------------------------------------------------------------------- | -------- |
| Vereinigtes Königreich (BPI) | Silber                                                                 | 60.000   |
| Insgesamt                    | 1× Silber ·                                                            | 60.000   |

### … Nothing Like the Sun
| Land/Region                  | Auszeichnungen für Musikverkäufe (Land/Region, Auszeichnung, Verkäufe) | Verkäufe  |
| ---------------------------- | ---------------------------------------------------------------------- | --------- |
| Deutschland (BVMI)           | Platin                                                                 | 500.000   |
| Frankreich (SNEP)            | 2× Platin                                                              | 600.000   |
| Hongkong (IFPI/HKRIA)        | Gold                                                                   | 10.000    |
| Israel (IFPI)                | Gold                                                                   | 20.000    |
| Kanada (MC)                  | Platin                                                                 | 100.000   |
| Neuseeland (RMNZ)            | Platin                                                                 | 10.000    |
| Niederlande (NVPI)           | Platin                                                                 | 100.000   |
| Portugal (AFP)               | Gold                                                                   | 20.000    |
| Schweiz (IFPI)               | 2× Platin                                                              | 100.000   |
| Spanien (Promusicae)         | Platin                                                                 | 100.000   |
| Vereinigte Staaten (RIAA)    | 2× Platin                                                              | 2.000.000 |
| Vereinigtes Königreich (BPI) | Platin                                                                 | 300.000   |
| Insgesamt                    | 3× Gold · 12× Platin ·                                                 | 3.870.000 |

### Nada como el sol
| Land/Region    | Auszeichnungen für Musikverkäufe (Land/Region, Auszeichnung, Verkäufe) | Verkäufe |
| -------------- | ---------------------------------------------------------------------- | -------- |
| Schweiz (IFPI) | Gold                                                                   | 25.000   |
| Insgesamt      | 1× Gold ·                                                              | 25.000   |

### The Soul Cages
| Land/Region                  | Auszeichnungen für Musikverkäufe (Land/Region, Auszeichnung, Verkäufe) | Verkäufe    |
| ---------------------------- | ---------------------------------------------------------------------- | ----------- |
| Australien (ARIA)            | Gold                                                                   | 35.000      |
| Belgien (BRMA)               | Gold                                                                   | 40.000      |
| Deutschland (BVMI)           | Platin                                                                 | 500.000     |
| Europa (IFPI)                | Platin                                                                 | (1.000.000) |
| Finnland (IFPI)              | Gold                                                                   | 26.040      |
| Frankreich (SNEP)            | Platin                                                                 | 300.000     |
| Japan (RIAJ)                 | Gold                                                                   | 100.000     |
| Kanada (MC)                  | Platin                                                                 | 100.000     |
| Neuseeland (RMNZ)            | Gold                                                                   | 10.000      |
| Österreich (IFPI)            | Gold                                                                   | 25.000      |
| Schweiz (IFPI)               | 2× Platin                                                              | 100.000     |
| Spanien (Promusicae)         | Platin                                                                 | 100.000     |
| Vereinigte Staaten (RIAA)    | Platin                                                                 | 1.000.000   |
| Vereinigtes Königreich (BPI) | Gold                                                                   | 100.000     |
| Insgesamt                    | 7× Gold · 8× Platin ·                                                  | 2.436.050   |

### Ten Summoner’s Tales
| Land/Region                  | Auszeichnungen für Musikverkäufe (Land/Region, Auszeichnung, Verkäufe) | Verkäufe    |
| ---------------------------- | ---------------------------------------------------------------------- | ----------- |
| Australien (ARIA)            | Platin                                                                 | 70.000      |
| Belgien (BRMA)               | Gold                                                                   | 25.000      |
| Deutschland (BVMI)           | Gold                                                                   | 250.000     |
| Europa (IFPI)                | Platin                                                                 | (1.000.000) |
| Finnland (IFPI)              | Gold                                                                   | 28.537      |
| Frankreich (SNEP)            | 2× Gold                                                                | 200.000     |
| Italien (FIMI)               | Platin                                                                 | 300.000     |
| Japan (RIAJ)                 | Gold                                                                   | 180.000     |
| Kanada (MC)                  | Platin                                                                 | 100.000     |
| Mexiko (AMPROFON)            | Gold                                                                   | 100.000     |
| Neuseeland (RMNZ)            | Platin                                                                 | 15.000      |
| Niederlande (NVPI)           | Gold                                                                   | 50.000      |
| Schweiz (IFPI)               | Platin                                                                 | 50.000      |
| Spanien (Promusicae)         | Platin                                                                 | 100.000     |
| Vereinigte Staaten (RIAA)    | 3× Platin                                                              | 3.000.000   |
| Vereinigtes Königreich (BPI) | 2× Platin                                                              | 600.000     |
| Insgesamt                    | 8× Gold · 12× Platin ·                                                 | 5.058.087   |

### Fields of Gold: The Best of Sting 1984–1994
| Land/Region                  | Auszeichnungen für Musikverkäufe (Land/Region, Auszeichnung, Verkäufe) | Verkäufe  |
| ---------------------------- | ---------------------------------------------------------------------- | --------- |
| Argentinien (CAPIF)          | Platin                                                                 | 60.000    |
| Belgien (BRMA)               | Gold                                                                   | (25.000)  |
| Deutschland (BVMI)           | Platin                                                                 | (500.000) |
| Europa (IFPI)                | 4× Platin                                                              | 4.000.000 |
| Finnland (IFPI)              | Platin                                                                 | (68.127)  |
| Frankreich (SNEP)            | Platin                                                                 | (300.000) |
| Japan (RIAJ)                 | Platin                                                                 | 200.000   |
| Kanada (MC)                  | Platin                                                                 | 100.000   |
| Mexiko (AMPROFON)            | Gold                                                                   | 100.000   |
| Neuseeland (RMNZ)            | 3× Platin                                                              | 45.000    |
| Niederlande (NVPI)           | Platin                                                                 | (100.000) |
| Österreich (IFPI)            | Gold                                                                   | (25.000)  |
| Polen (ZPAV)                 | Gold                                                                   | (50.000)  |
| Schweden (IFPI)              | Gold                                                                   | (50.000)  |
| Schweiz (IFPI)               | 2× Platin                                                              | (100.000) |
| Spanien (Promusicae)         | Platin                                                                 | (100.000) |
| Vereinigte Staaten (RIAA)    | 2× Platin                                                              | 2.000.000 |
| Vereinigtes Königreich (BPI) | 3× Platin                                                              | (900.000) |
| Insgesamt                    | 5× Gold · 22× Platin ·                                                 | 6.605.000 |

### Mercury Falling
| Land/Region                  | Auszeichnungen für Musikverkäufe (Land/Region, Auszeichnung, Verkäufe) | Verkäufe  |
| ---------------------------- | ---------------------------------------------------------------------- | --------- |
| Australien (ARIA)            | Gold                                                                   | 35.000    |
| Deutschland (BVMI)           | Gold                                                                   | (250.000) |
| Europa (IFPI)                | Platin                                                                 | 1.000.000 |
| Finnland (IFPI)              | Gold                                                                   | (24.617)  |
| Japan (RIAJ)                 | Gold                                                                   | 100.000   |
| Kanada (MC)                  | Platin                                                                 | 100.000   |
| Neuseeland (RMNZ)            | Gold                                                                   | 7.500     |
| Niederlande (NVPI)           | Gold                                                                   | (50.000)  |
| Österreich (IFPI)            | Gold                                                                   | (25.000)  |
| Polen (ZPAV)                 | Gold                                                                   | (50.000)  |
| Schweiz (IFPI)               | Gold                                                                   | (25.000)  |
| Spanien (Promusicae)         | Gold                                                                   | (50.000)  |
| Vereinigte Staaten (RIAA)    | Platin                                                                 | 1.000.000 |
| Vereinigtes Königreich (BPI) | Platin                                                                 | (300.000) |
| Insgesamt                    | 10× Gold · 4× Platin ·                                                 | 2.242.500 |

### At the Movies
| Land/Region  | Auszeichnungen für Musikverkäufe (Land/Region, Auszeichnung, Verkäufe) | Verkäufe |
| ------------ | ---------------------------------------------------------------------- | -------- |
| Japan (RIAJ) | Gold                                                                   | 100.000  |
| Insgesamt    | 1× Gold ·                                                              | 100.000  |

### The Very Best of Sting & The Police
| Land/Region                  | Auszeichnungen für Musikverkäufe (Land/Region, Auszeichnung, Verkäufe) | Verkäufe    |
| ---------------------------- | ---------------------------------------------------------------------- | ----------- |
| Argentinien (CAPIF)          | Platin                                                                 | 60.000      |
| Australien (ARIA)            | Gold                                                                   | 35.000      |
| Belgien (BRMA)               | Platin                                                                 | (50.000)    |
| Deutschland (BVMI)           | Gold                                                                   | (250.000)   |
| Europa (IFPI)                | 2× Platin                                                              | 2.000.000   |
| Finnland (IFPI)              | —                                                                      | (19.056)    |
| Frankreich (SNEP)            | 2× Gold                                                                | (200.000)   |
| Hongkong (IFPI/HKRIA)        | Gold                                                                   | 10.000      |
| Italien (FIMI)               | Gold                                                                   | (30.000)    |
| Japan (RIAJ)                 | Gold                                                                   | 100.000     |
| Neuseeland (RMNZ)            | 2× Platin                                                              | 30.000      |
| Österreich (IFPI)            | Gold                                                                   | (25.000)    |
| Polen (ZPAV)                 | Gold                                                                   | (50.000)    |
| Schweiz (IFPI)               | Gold                                                                   | (25.000)    |
| Spanien (Promusicae)         | Gold                                                                   | (50.000)    |
| Vereinigte Staaten (RIAA)    | Gold                                                                   | 500.000     |
| Vereinigtes Königreich (BPI) | 4× Platin                                                              | (1.200.000) |
| Insgesamt                    | 12× Gold · 10× Platin ·                                                | 2.735.000   |

### Brand New Day
| Land/Region                  | Auszeichnungen für Musikverkäufe (Land/Region, Auszeichnung, Verkäufe) | Verkäufe  |
| ---------------------------- | ---------------------------------------------------------------------- | --------- |
| Argentinien (CAPIF)          | Gold                                                                   | 20.000    |
| Australien (ARIA)            | Platin                                                                 | 70.000    |
| Belgien (BRMA)               | Gold                                                                   | (25.000)  |
| Brasilien (PMB)              | Platin                                                                 | 250.000   |
| Dänemark (IFPI)              | Gold                                                                   | (25.000)  |
| Deutschland (BVMI)           | Platin                                                                 | (300.000) |
| Europa (IFPI)                | 2× Platin                                                              | 2.000.000 |
| Frankreich (SNEP)            | 2× Gold                                                                | (200.000) |
| Griechenland (IFPI)          | Gold                                                                   | (25.000)  |
| Hongkong (IFPI/HKRIA)        | Platin                                                                 | 20.000    |
| Indien (IMI)                 | Platin                                                                 | 50.000    |
| Indonesien (ASIRI)           | Gold                                                                   | 25.000    |
| Irland (IRMA)                | Platin                                                                 | (15.000)  |
| Israel (IFPI)                | Gold                                                                   | 20.000    |
| Italien (FIMI)               | 3× Platin                                                              | (300.000) |
| Japan (RIAJ)                 | Platin                                                                 | 200.000   |
| Kanada (MC)                  | 2× Platin                                                              | 200.000   |
| Malaysia (RIM)               | Gold                                                                   | 25.000    |
| Neuseeland (RMNZ)            | Platin                                                                 | 15.000    |
| Niederlande (NVPI)           | Platin                                                                 | (80.000)  |
| Norwegen (IFPI)              | Gold                                                                   | (25.000)  |
| Österreich (IFPI)            | Gold                                                                   | (25.000)  |
| Polen (ZPAV)                 | Platin                                                                 | (100.000) |
| Portugal (AFP)               | Platin                                                                 | (40.000)  |
| Schweiz (IFPI)               | Platin                                                                 | (50.000)  |
| Singapur (RIAS)              | Platin                                                                 | 15.000    |
| Spanien (Promusicae)         | Platin                                                                 | (100.000) |
| Südafrika (RISA)             | Platin                                                                 | 50.000    |
| Südkorea (KMCA)              | Gold                                                                   | 15.000    |
| Tschechien (IFPI)            | Platin                                                                 | (50.000)  |
| Türkei (Mü-YAP)              | Platin                                                                 | (30.000)  |
| Ungarn (MAHASZ)              | Gold                                                                   | (25.000)  |
| Vereinigte Staaten (RIAA)    | 3× Platin                                                              | 3.000.000 |
| Vereinigtes Königreich (BPI) | Platin                                                                 | (300.000) |
| Insgesamt                    | 13× Gold · 28× Platin ·                                                | 5.975.000 |

### … All This Time
| Land/Region                  | Auszeichnungen für Musikverkäufe (Land/Region, Auszeichnung, Verkäufe) | Verkäufe  |
| ---------------------------- | ---------------------------------------------------------------------- | --------- |
| Belgien (BRMA)               | Gold                                                                   | (25.000)  |
| Deutschland (BVMI)           | Gold                                                                   | (150.000) |
| Europa (IFPI)                | Platin                                                                 | 1.000.000 |
| Frankreich (SNEP)            | Gold                                                                   | (100.000) |
| Japan (RIAJ)                 | Gold                                                                   | 100.000   |
| Kanada (MC)                  | Gold                                                                   | 50.000    |
| Neuseeland (RMNZ)            | Platin                                                                 | 15.000    |
| Niederlande (NVPI)           | Gold                                                                   | (40.000)  |
| Polen (ZPAV)                 | Gold                                                                   | (35.000)  |
| Schweiz (IFPI)               | Gold                                                                   | (20.000)  |
| Spanien (Promusicae)         | Platin                                                                 | (100.000) |
| Vereinigte Staaten (RIAA)    | Gold                                                                   | 500.000   |
| Vereinigtes Königreich (BPI) | Platin                                                                 | (300.000) |
| Insgesamt                    | 9× Gold · 4× Platin ·                                                  | 1.665.000 |

### Sacred Love
| Land/Region                  | Auszeichnungen für Musikverkäufe (Land/Region, Auszeichnung, Verkäufe) | Verkäufe  |
| ---------------------------- | ---------------------------------------------------------------------- | --------- |
| Deutschland (BVMI)           | Gold                                                                   | (100.000) |
| Europa (IFPI)                | Platin                                                                 | 1.000.000 |
| Frankreich (SNEP)            | Gold                                                                   | (100.000) |
| Japan (RIAJ)                 | Gold                                                                   | 100.000   |
| Kanada (MC)                  | Platin                                                                 | 100.000   |
| Niederlande (NVPI)           | Gold                                                                   | (40.000)  |
| Portugal (AFP)               | Gold                                                                   | (20.000)  |
| Russland (NFPF)              | Platin                                                                 | (20.000)  |
| Schweiz (IFPI)               | Platin                                                                 | (40.000)  |
| Spanien (Promusicae)         | Gold                                                                   | (50.000)  |
| Tschechien (IFPI)            | —                                                                      | (10.000)  |
| Ungarn (MAHASZ)              | Gold                                                                   | (15.000)  |
| Vereinigte Staaten (RIAA)    | Platin                                                                 | 1.000.000 |
| Vereinigtes Königreich (BPI) | Gold                                                                   | (100.000) |
| Insgesamt                    | 8× Gold · 5× Platin ·                                                  | 2.200.000 |

### Songs of Love
| Land/Region               | Auszeichnungen für Musikverkäufe (Land/Region, Auszeichnung, Verkäufe) | Verkäufe  |
| ------------------------- | ---------------------------------------------------------------------- | --------- |
| Vereinigte Staaten (RIAA) | Platin                                                                 | 1.000.000 |
| Insgesamt                 | 1× Platin ·                                                            | 1.000.000 |

### Songs from the Labyrinth
| Land/Region        | Auszeichnungen für Musikverkäufe (Land/Region, Auszeichnung, Verkäufe) | Verkäufe |
| ------------------ | ---------------------------------------------------------------------- | -------- |
| Deutschland (BVMI) | Gold                                                                   | 100.000  |
| Polen (ZPAV)       | Gold                                                                   | 100.000  |
| Russland (NFPF)    | Gold                                                                   | 10.000   |
| Insgesamt          | 3× Gold ·                                                              | 260.000  |

### If on a Winter’s Night …
| Land/Region                  | Auszeichnungen für Musikverkäufe (Land/Region, Auszeichnung, Verkäufe) | Verkäufe |
| ---------------------------- | ---------------------------------------------------------------------- | -------- |
| Belgien (BRMA)               | Gold                                                                   | 15.000   |
| Deutschland (BVMI)           | Gold                                                                   | 100.000  |
| Frankreich (SNEP)            | Platin                                                                 | 100.000  |
| Italien (FIMI)               | 2× Platin                                                              | 120.000  |
| Kanada (MC)                  | Gold                                                                   | 40.000   |
| Polen (ZPAV)                 | 4× Platin                                                              | 80.000   |
| Russland (NFPF)              | Gold                                                                   | 10.000   |
| Schweiz (IFPI)               | Gold                                                                   | 15.000   |
| Ungarn (MAHASZ)              | Platin                                                                 | 6.000    |
| Vereinigte Staaten (RIAA)    | Gold                                                                   | 500.000  |
| Vereinigtes Königreich (BPI) | Silber                                                                 | 60.000   |
| Insgesamt                    | 1× Silber · 6× Gold · 8× Platin ·                                      | 926.000  |

### Symphonicities
| Land/Region     | Auszeichnungen für Musikverkäufe (Land/Region, Auszeichnung, Verkäufe) | Verkäufe |
| --------------- | ---------------------------------------------------------------------- | -------- |
| Italien (FIMI)  | Gold                                                                   | 30.000   |
| Polen (ZPAV)    | 3× Platin                                                              | 60.000   |
| Russland (NFPF) | Gold                                                                   | 10.000   |
| Ungarn (MAHASZ) | Platin                                                                 | 6.000    |
| Insgesamt       | 2× Gold · 4× Platin ·                                                  | 106.000  |

### Live in Berlin
| Land/Region        | Auszeichnungen für Musikverkäufe (Land/Region, Auszeichnung, Verkäufe) | Verkäufe |
| ------------------ | ---------------------------------------------------------------------- | -------- |
| Deutschland (BVMI) | Gold                                                                   | 100.000  |
| Polen (ZPAV)       | Platin                                                                 | 20.000   |
| Insgesamt          | 1× Gold · 1× Platin ·                                                  | 120.000  |

### The Best of 25 Years
| Land/Region    | Auszeichnungen für Musikverkäufe (Land/Region, Auszeichnung, Verkäufe) | Verkäufe |
| -------------- | ---------------------------------------------------------------------- | -------- |
| Italien (FIMI) | Gold                                                                   | 30.000   |
| Polen (ZPAV)   | 3× Platin                                                              | 60.000   |
| Portugal (AFP) | 2× Platin                                                              | 40.000   |
| Insgesamt      | 1× Gold · 5× Platin ·                                                  | 130.000  |

### The Last Ship
| Land/Region               | Auszeichnungen für Musikverkäufe (Land/Region, Auszeichnung, Verkäufe) | Verkäufe |
| ------------------------- | ---------------------------------------------------------------------- | -------- |
| Polen (ZPAV)              | 2× Platin                                                              | 40.000   |
| Portugal (AFP)            | Gold                                                                   | 7.500    |
| Vereinigte Staaten (RIAA) | —                                                                      | 90.000   |
| Insgesamt                 | 1× Gold · 2× Platin ·                                                  | 137.500  |

### 57th & 9th
| Land/Region               | Auszeichnungen für Musikverkäufe (Land/Region, Auszeichnung, Verkäufe) | Verkäufe |
| ------------------------- | ---------------------------------------------------------------------- | -------- |
| Deutschland (BVMI)        | Gold                                                                   | 100.000  |
| Frankreich (SNEP)         | Gold                                                                   | 50.000   |
| Polen (ZPAV)              | 2× Platin                                                              | 40.000   |
| Rumänien (UFPR)           | Gold                                                                   | 2.000    |
| Vereinigte Staaten (RIAA) | —                                                                      | 28.000   |
| Insgesamt                 | 3× Gold · 2× Platin ·                                                  | 220.000  |

### 44/876
| Land/Region       | Auszeichnungen für Musikverkäufe (Land/Region, Auszeichnung, Verkäufe) | Verkäufe |
| ----------------- | ---------------------------------------------------------------------- | -------- |
| Frankreich (SNEP) | Gold                                                                   | 50.000   |
| Polen (ZPAV)      | Gold                                                                   | 10.000   |
| Insgesamt         | 2× Gold ·                                                              | 60.000   |

### My Songs
| Land/Region       | Auszeichnungen für Musikverkäufe (Land/Region, Auszeichnung, Verkäufe) | Verkäufe |
| ----------------- | ---------------------------------------------------------------------- | -------- |
| Frankreich (SNEP) | Platin                                                                 | 100.000  |
| Polen (ZPAV)      | Platin                                                                 | 20.000   |
| Insgesamt         | 2× Platin ·                                                            | 120.000  |

### The Bridge
| Land/Region       | Auszeichnungen für Musikverkäufe (Land/Region, Auszeichnung, Verkäufe) | Verkäufe |
| ----------------- | ---------------------------------------------------------------------- | -------- |
| Frankreich (SNEP) | Gold                                                                   | 50.000   |
| Polen (ZPAV)      | Gold                                                                   | 10.000   |
| Insgesamt         | 2× Gold ·                                                              | 60.000   |

## Auszeichnungen nach Singles

### Do They Know It’s Christmas?
| Land/Region                  | Auszeichnungen für Musikverkäufe (Land/Region, Auszeichnung, Verkäufe) | Verkäufe  |
| ---------------------------- | ---------------------------------------------------------------------- | --------- |
| Kanada (MC)                  | Platin                                                                 | 100.000   |
| Neuseeland (RMNZ)            | Platin                                                                 | 10.000    |
| Vereinigte Staaten (RIAA)    | Gold                                                                   | 1.000.000 |
| Vereinigtes Königreich (BPI) | Platin                                                                 | 600.000   |
| Insgesamt                    | 1× Gold · 3× Platin ·                                                  | 1.710.000 |

### If You Love Somebody Set Them Free
| Land/Region | Auszeichnungen für Musikverkäufe (Land/Region, Auszeichnung, Verkäufe) | Verkäufe |
| ----------- | ---------------------------------------------------------------------- | -------- |
| Kanada (MC) | Gold                                                                   | 50.000   |
| Insgesamt   | 1× Gold ·                                                              | 50.000   |

### Russians
| Land/Region       | Auszeichnungen für Musikverkäufe (Land/Region, Auszeichnung, Verkäufe) | Verkäufe |
| ----------------- | ---------------------------------------------------------------------- | -------- |
| Frankreich (SNEP) | Gold                                                                   | 250.000  |
| Insgesamt         | 1× Gold ·                                                              | 250.000  |

### Englishman in New York
| Land/Region                  | Auszeichnungen für Musikverkäufe (Land/Region, Auszeichnung, Verkäufe) | Verkäufe |
| ---------------------------- | ---------------------------------------------------------------------- | -------- |
| Dänemark (IFPI)              | Platin                                                                 | 90.000   |
| Deutschland (BVMI)           | Gold                                                                   | 200.000  |
| Italien (FIMI)               | Gold                                                                   | 25.000   |
| Japan (RIAJ)                 | Gold                                                                   | 100.000  |
| Spanien (Promusicae)         | Gold                                                                   | 30.000   |
| Vereinigtes Königreich (BPI) | Gold                                                                   | 400.000  |
| Insgesamt                    | 5× Gold · 1× Platin ·                                                  | 895.000  |

### Shape of My Heart
| Land/Region                  | Auszeichnungen für Musikverkäufe (Land/Region, Auszeichnung, Verkäufe) | Verkäufe |
| ---------------------------- | ---------------------------------------------------------------------- | -------- |
| Dänemark (IFPI)              | Gold                                                                   | 45.000   |
| Italien (FIMI)               | Gold                                                                   | 35.000   |
| Japan (RIAJ)                 | Gold                                                                   | 100.000  |
| Spanien (Promusicae)         | Gold                                                                   | 30.000   |
| Vereinigtes Königreich (BPI) | Silber                                                                 | 200.000  |
| Insgesamt                    | 1× Silber · 4× Gold ·                                                  | 410.000  |

### Fields of Gold
| Land/Region          | Auszeichnungen für Musikverkäufe (Land/Region, Auszeichnung, Verkäufe) | Verkäufe |
| -------------------- | ---------------------------------------------------------------------- | -------- |
| Dänemark (IFPI)      | Gold                                                                   | 45.000   |
| Deutschland (BVMI)   | Gold                                                                   | 250.000  |
| Italien (FIMI)       | Gold                                                                   | 25.000   |
| Neuseeland (RMNZ)    | Platin                                                                 | 30.000   |
| Spanien (Promusicae) | Gold                                                                   | 30.000   |
| Insgesamt            | 4× Gold · 1× Platin ·                                                  | 380.000  |

### All for Love
| Land/Region                  | Auszeichnungen für Musikverkäufe (Land/Region, Auszeichnung, Verkäufe) | Verkäufe  |
| ---------------------------- | ---------------------------------------------------------------------- | --------- |
| Australien (ARIA)            | Platin                                                                 | 70.000    |
| Deutschland (BVMI)           | Gold                                                                   | 250.000   |
| Japan (RIAJ)                 | Gold                                                                   | 50.000    |
| Neuseeland (RMNZ)            | Gold                                                                   | 5.000     |
| Österreich (IFPI)            | Gold                                                                   | 25.000    |
| Schweden (IFPI)              | Gold                                                                   | 25.000    |
| Vereinigte Staaten (RIAA)    | Platin                                                                 | 1.000.000 |
| Vereinigtes Königreich (BPI) | Silber                                                                 | 200.000   |
| Insgesamt                    | 1× Silber · 5× Gold · 2× Platin ·                                      | 1.625.000 |

### Desert Rose
| Land/Region        | Auszeichnungen für Musikverkäufe (Land/Region, Auszeichnung, Verkäufe) | Verkäufe |
| ------------------ | ---------------------------------------------------------------------- | -------- |
| Deutschland (BVMI) | Gold                                                                   | 250.000  |
| Frankreich (SNEP)  | Gold                                                                   | 250.000  |
| Österreich (IFPI)  | Gold                                                                   | 25.000   |
| Schweiz (IFPI)     | Gold                                                                   | 25.000   |
| Insgesamt          | 4× Gold ·                                                              | 550.000  |

### Reste
| Land/Region       | Auszeichnungen für Musikverkäufe (Land/Region, Auszeichnung, Verkäufe) | Verkäufe |
| ----------------- | ---------------------------------------------------------------------- | -------- |
| Belgien (BRMA)    | Gold                                                                   | 20.000   |
| Frankreich (SNEP) | Diamant                                                                | 333.333  |
| Insgesamt         | 1× Gold · 1× Diamant ·                                                 | 353.333  |

## Auszeichnungen nach Autorenbeteiligungen und Produktionen

### Can’t Stand Losing You (The Police)
| Land/Region                  | Auszeichnungen für Musikverkäufe (Land/Region, Auszeichnung, Verkäufe) | Verkäufe |
| ---------------------------- | ---------------------------------------------------------------------- | -------- |
| Vereinigtes Königreich (BPI) | Silber                                                                 | 250.000  |
| Insgesamt                    | 1× Silber ·                                                            | 250.000  |

### Roxanne (The Police)
| Land/Region                  | Auszeichnungen für Musikverkäufe (Land/Region, Auszeichnung, Verkäufe) | Verkäufe |
| ---------------------------- | ---------------------------------------------------------------------- | -------- |
| Italien (FIMI)               | Gold                                                                   | 25.000   |
| Vereinigtes Königreich (BPI) | Platin                                                                 | 600.000  |
| Insgesamt                    | 1× Gold · 1× Platin ·                                                  | 625.000  |

### Message in a Bottle (The Police)
| Land/Region                  | Auszeichnungen für Musikverkäufe (Land/Region, Auszeichnung, Verkäufe) | Verkäufe  |
| ---------------------------- | ---------------------------------------------------------------------- | --------- |
| Frankreich (SNEP)            | Gold                                                                   | 500.000   |
| Italien (FIMI)               | Gold                                                                   | 25.000    |
| Vereinigtes Königreich (BPI) | Gold                                                                   | 500.000   |
| Insgesamt                    | 3× Gold ·                                                              | 1.025.000 |

### Walking on the Moon (The Police)
| Land/Region                  | Auszeichnungen für Musikverkäufe (Land/Region, Auszeichnung, Verkäufe) | Verkäufe |
| ---------------------------- | ---------------------------------------------------------------------- | -------- |
| Vereinigtes Königreich (BPI) | Gold                                                                   | 500.000  |
| Insgesamt                    | 1× Gold ·                                                              | 500.000  |

### So Lonely (The Police)
| Land/Region                  | Auszeichnungen für Musikverkäufe (Land/Region, Auszeichnung, Verkäufe) | Verkäufe |
| ---------------------------- | ---------------------------------------------------------------------- | -------- |
| Vereinigtes Königreich (BPI) | Silber                                                                 | 250.000  |
| Insgesamt                    | 1× Silber ·                                                            | 250.000  |

### Don’t Stand So Close to Me (The Police)
| Land/Region                  | Auszeichnungen für Musikverkäufe (Land/Region, Auszeichnung, Verkäufe) | Verkäufe |
| ---------------------------- | ---------------------------------------------------------------------- | -------- |
| Vereinigtes Königreich (BPI) | Gold                                                                   | 500.000  |
| Insgesamt                    | 1× Gold ·                                                              | 500.000  |

### De Do Do Do, De Da Da Da(The Police)
| Land/Region                  | Auszeichnungen für Musikverkäufe (Land/Region, Auszeichnung, Verkäufe) | Verkäufe |
| ---------------------------- | ---------------------------------------------------------------------- | -------- |
| Kanada (MC)                  | Gold                                                                   | 75.000   |
| Vereinigtes Königreich (BPI) | Gold                                                                   | 500.000  |
| Insgesamt                    | 2× Gold ·                                                              | 575.000  |

### Every Little Thing She Does Is Magic (The Police)
| Land/Region                  | Auszeichnungen für Musikverkäufe (Land/Region, Auszeichnung, Verkäufe) | Verkäufe |
| ---------------------------- | ---------------------------------------------------------------------- | -------- |
| Vereinigtes Königreich (BPI) | Gold                                                                   | 400.000  |
| Insgesamt                    | 1× Gold ·                                                              | 400.000  |

### Invisible Sun (The Police)
| Land/Region                  | Auszeichnungen für Musikverkäufe (Land/Region, Auszeichnung, Verkäufe) | Verkäufe |
| ---------------------------- | ---------------------------------------------------------------------- | -------- |
| Vereinigtes Königreich (BPI) | Silber                                                                 | 250.000  |
| Insgesamt                    | 1× Silber ·                                                            | 250.000  |

### Spirits in the Material World (The Police)
| Land/Region                  | Auszeichnungen für Musikverkäufe (Land/Region, Auszeichnung, Verkäufe) | Verkäufe |
| ---------------------------- | ---------------------------------------------------------------------- | -------- |
| Vereinigtes Königreich (BPI) | Silber                                                                 | 250.000  |
| Insgesamt                    | 1× Silber ·                                                            | 250.000  |

### Every Breath You Take(The Police)
| Land/Region                  | Auszeichnungen für Musikverkäufe (Land/Region, Auszeichnung, Verkäufe) | Verkäufe  |
| ---------------------------- | ---------------------------------------------------------------------- | --------- |
| Dänemark (IFPI)              | 2× Platin                                                              | 180.000   |
| Deutschland (BVMI)           | Platin                                                                 | 500.000   |
| Italien (FIMI)               | 3× Platin                                                              | 300.000   |
| Portugal (AFP)               | 3× Platin                                                              | 30.000    |
| Vereinigte Staaten (RIAA)    | Gold                                                                   | 1.000.000 |
| Vereinigtes Königreich (BPI) | 2× Platin                                                              | 1.200.000 |
| Insgesamt                    | 1× Gold · 11× Platin ·                                                 | 3.210.000 |

### Money for Nothing(Dire Straits)
| Land/Region                  | Auszeichnungen für Musikverkäufe (Land/Region, Auszeichnung, Verkäufe) | Verkäufe  |
| ---------------------------- | ---------------------------------------------------------------------- | --------- |
| Dänemark (IFPI)              | Platin                                                                 | 90.000    |
| Deutschland (BVMI)           | Gold                                                                   | 250.000   |
| Italien (FIMI)               | Platin                                                                 | 70.000    |
| Kanada (MC)                  | Gold                                                                   | 50.000    |
| Neuseeland (RMNZ)            | Gold                                                                   | 10.000    |
| Vereinigtes Königreich (BPI) | Platin                                                                 | 600.000   |
| Insgesamt                    | 3× Gold · 3× Platin ·                                                  | 1.070.000 |

### I’ll Be Missing You(Puff Daddyfeat.Faith Evansund112)
| Land/Region                  | Auszeichnungen für Musikverkäufe (Land/Region, Auszeichnung, Verkäufe) | Verkäufe  |
| ---------------------------- | ---------------------------------------------------------------------- | --------- |
| Australien (ARIA)            | 2× Platin                                                              | 140.000   |
| Belgien (BRMA)               | 4× Platin                                                              | 200.000   |
| Dänemark (IFPI)              | Gold                                                                   | 45.000    |
| Deutschland (BVMI)           | 3× Platin                                                              | 1.500.000 |
| Frankreich (SNEP)            | Gold                                                                   | 250.000   |
| Italien (FIMI)               | Gold                                                                   | 25.000    |
| Kanada (MC)                  | Platin                                                                 | 100.000   |
| Neuseeland (RMNZ)            | Platin                                                                 | 10.000    |
| Niederlande (NVPI)           | 2× Platin                                                              | 150.000   |
| Norwegen (IFPI)              | Platin                                                                 | 20.000    |
| Österreich (IFPI)            | 2× Platin                                                              | 100.000   |
| Schweden (IFPI)              | 3× Platin                                                              | 90.000    |
| Schweiz (IFPI)               | 2× Platin                                                              | 100.000   |
| Vereinigte Staaten (RIAA)    | 3× Platin                                                              | 3.000.000 |
| Vereinigtes Königreich (BPI) | 3× Platin                                                              | 1.800.000 |
| Insgesamt                    | 3× Gold · 27× Platin ·                                                 | 7.530.000 |

### Lucid Dreams (Forget Me)(Juice Wrld)
| Land/Region                  | Auszeichnungen für Musikverkäufe (Land/Region, Auszeichnung, Verkäufe) | Verkäufe   |
| ---------------------------- | ---------------------------------------------------------------------- | ---------- |
| Australien (ARIA)            | 6× Platin                                                              | 420.000    |
| Belgien (BRMA)               | Platin                                                                 | 40.000     |
| Dänemark (IFPI)              | 2× Platin                                                              | 180.000    |
| Deutschland (BVMI)           | 3× Gold                                                                | 600.000    |
| Finnland (IFPI)              | 5× Platin                                                              | 200.000    |
| Frankreich (SNEP)            | Gold                                                                   | 100.000    |
| Griechenland (IFPI)          | Platin                                                                 | 20.000     |
| Italien (FIMI)               | Platin                                                                 | 50.000     |
| Kanada (MC)                  | 5× Platin                                                              | 400.000    |
| Neuseeland (RMNZ)            | 2× Platin                                                              | 60.000     |
| Niederlande (NVPI)           | Platin                                                                 | 80.000     |
| Österreich (IFPI)            | 2× Platin                                                              | 60.000     |
| Polen (ZPAV)                 | 3× Platin                                                              | 150.000    |
| Portugal (AFP)               | 4× Platin                                                              | 40.000     |
| Schweden (IFPI)              | Platin                                                                 | 80.000     |
| Spanien (Promusicae)         | Gold                                                                   | 20.000     |
| Vereinigte Staaten (RIAA)    | 11× Platin                                                             | 11.000.000 |
| Vereinigtes Königreich (BPI) | 3× Platin                                                              | 1.800.000  |
| Insgesamt                    | 3× Gold · 39× Platin · 1× Diamant ·                                    | 15.300.000 |

## Auszeichnungen nach Videoalben

### Ten Summoner’s Tales
| Land/Region               | Auszeichnungen für Musikverkäufe (Land/Region, Auszeichnung, Verkäufe) | Verkäufe |
| ------------------------- | ---------------------------------------------------------------------- | -------- |
| Vereinigte Staaten (RIAA) | Gold                                                                   | 50.000   |
| Insgesamt                 | 1× Gold ·                                                              | 50.000   |

### The Very Best of Sting & The Police
| Land/Region         | Auszeichnungen für Musikverkäufe (Land/Region, Auszeichnung, Verkäufe) | Verkäufe |
| ------------------- | ---------------------------------------------------------------------- | -------- |
| Argentinien (CAPIF) | 3× Platin                                                              | 24.000   |
| Insgesamt           | 3× Platin ·                                                            | 24.000   |

### The Brand New Day Tour – Live from the Universal Amphitheatre
| Land/Region               | Auszeichnungen für Musikverkäufe (Land/Region, Auszeichnung, Verkäufe) | Verkäufe |
| ------------------------- | ---------------------------------------------------------------------- | -------- |
| Argentinien (CAPIF)       | Platin                                                                 | 8.000    |
| Brasilien (PMB)           | Gold                                                                   | 25.000   |
| Frankreich (SNEP)         | Gold                                                                   | 10.000   |
| Kanada (MC)               | Gold                                                                   | 5.000    |
| Polen (ZPAV)              | Gold                                                                   | 5.000    |
| Vereinigte Staaten (RIAA) | Platin                                                                 | 100.000  |
| Insgesamt                 | 4× Gold · 2× Platin ·                                                  | 153.000  |

### … All This Time
| Land/Region                  | Auszeichnungen für Musikverkäufe (Land/Region, Auszeichnung, Verkäufe) | Verkäufe |
| ---------------------------- | ---------------------------------------------------------------------- | -------- |
| Argentinien (CAPIF)          | Platin                                                                 | 8.000    |
| Neuseeland (RMNZ)            | Platin                                                                 | 5.000    |
| Vereinigtes Königreich (BPI) | Gold                                                                   | 25.000   |
| Insgesamt                    | 1× Gold · 2× Platin ·                                                  | 38.000   |

### Inside the Songs of Sacred Love
| Land/Region       | Auszeichnungen für Musikverkäufe (Land/Region, Auszeichnung, Verkäufe) | Verkäufe |
| ----------------- | ---------------------------------------------------------------------- | -------- |
| Frankreich (SNEP) | Platin                                                                 | 20.000   |
| Kanada (MC)       | Gold                                                                   | 5.000    |
| Portugal (AFP)    | Silber                                                                 | 2.000    |
| Insgesamt         | 1× Silber · 1× Gold · 1× Platin ·                                      | 27.000   |

### Sting – Live in Berlin
| Land/Region       | Auszeichnungen für Musikverkäufe (Land/Region, Auszeichnung, Verkäufe) | Verkäufe |
| ----------------- | ---------------------------------------------------------------------- | -------- |
| Australien (ARIA) | Platin                                                                 | 15.000   |
| Insgesamt         | 1× Platin ·                                                            | 15.000   |

### Live at the Olympia Paris
| Land/Region       | Auszeichnungen für Musikverkäufe (Land/Region, Auszeichnung, Verkäufe) | Verkäufe |
| ----------------- | ---------------------------------------------------------------------- | -------- |
| Frankreich (SNEP) | Platin                                                                 | 10.000   |
| Insgesamt         | 1× Platin ·                                                            | 10.000   |

## Statistik und Quellen
| Land/RegionAuszeichnungen für Musikverkäufe (Land/Region, Auszeichnungen, Verkäufe, Quellen) | Silber     | Gold         | Platin         | Diamant     | Verkäufe     | Quellen |
| -------------------------------------------------------------------------------------------- | ---------- | ------------ | -------------- | ----------- | ------------ | --- |
| Argentinien (CAPIF)                                                                          | —          | Gold1        | 7× Platin7     | —           | 180.000      | capif.org.ar (Memento vom 31. Mai 2011 im Internet Archive) AR2 (Memento vom 6. Juli 2011 im Internet Archive) |
| Australien (ARIA)                                                                            | —          | 3× Gold3     | 12× Platin12   | —           | 1.090.000    | aria.com.au |
| Belgien (BRMA)                                                                               | —          | 7× Gold7     | 6× Platin6     | —           | 465.000      | ultratop.be |
| Brasilien (PMB)                                                                              | —          | Gold1        | Platin1        | —           | 275.000      | pro-musicabr.org.br                                                                                            |
| Dänemark (IFPI)                                                                              | —          | 4× Gold4     | 6× Platin6     | —           | 700.000      | ifpi.dk |
| Deutschland (BVMI)                                                                           | —          | 15× Gold15   | 10× Platin10   | —           | 7.550.000    | musikindustrie.de                                                                                              |
| Europa (IFPI)                                                                                | —          | —            | 13× Platin13   | —           | (13.000.000) | ifpi.org (Memento vom 15. Oktober 2013 im Internet Archive)                                                    |
| Finnland (IFPI)                                                                              | —          | 3× Gold3     | 6× Platin6     | —           | 366.377      | ifpi.fi |
| Frankreich (SNEP)                                                                            | —          | 18× Gold18   | 8× Platin8     | Diamant1    | 4.283.533    | infodisc.fr snepmusique.com                                                                                    |
| Griechenland (IFPI)                                                                          | —          | 2× Gold2     | Platin1        | —           | 95.000       | Einzelnachweise                                                                                                |
| Hongkong (IFPI/HKRIA)                                                                        | —          | 3× Gold3     | Platin1        | —           | 50.000       | ifpihk.org |
| Indien (IMI)                                                                                 | —          | —            | Platin1        | —           | 50.000       | Einzelnachweise                                                                                                |
| Indonesien (ASIRI)                                                                           | —          | Gold1        | —              | —           | 25.000       | Einzelnachweise                                                                                                |
| Irland (IRMA)                                                                                | —          | —            | Platin1        | —           | 15.000       | Einzelnachweise                                                                                                |
| Israel (IFPI)                                                                                | —          | 2× Gold2     | —              | —           | 40.000       | Einzelnachweise                                                                                                |
| Italien (FIMI)                                                                               | —          | 9× Gold9     | 12× Platin12   | —           | 1.760.000    | fimi.it |
| Japan (RIAJ)                                                                                 | —          | 11× Gold11   | 2× Platin2     | —           | 1.630.000    | riaj.or.jp JP2                                                                                                 |
| Kanada (MC)                                                                                  | —          | 6× Gold6     | 17× Platin17   | —           | 1.735.000    | musiccanada.com                                                                                                |
| Malaysia (RIM)                                                                               | —          | Gold1        | —              | —           | 25.000       | Einzelnachweise                                                                                                |
| Mexiko (AMPROFON)                                                                            | —          | 2× Gold2     | —              | —           | 200.000      | amprofon.com.mx                                                                                                |
| Neuseeland (RMNZ)                                                                            | —          | 4× Gold4     | 18× Platin18   | —           | 362.500      | aotearoamusiccharts.co.nz NZ2 (Memento vom 28. Juli 2011 im Internet Archive) NZ3                              |
| Niederlande (NVPI)                                                                           | —          | 5× Gold5     | 6× Platin6     | —           | 740.000      | nvpi.nl |
| Norwegen (IFPI)                                                                              | —          | Gold1        | Platin1        | —           | 45.000       | ifpi.no (Memento vom 5. November 2012 im Internet Archive)                                                     |
| Österreich (IFPI)                                                                            | —          | 7× Gold7     | 4× Platin4     | —           | 335.000      | ifpi.at |
| Polen (ZPAV)                                                                                 | —          | 8× Gold8     | 20× Platin20   | —           | 790.000      | olis.pl |
| Portugal (AFP)                                                                               | Silber1    | 3× Gold3     | 10× Platin10   | —           | 199.500      | Einzelnachweise                                                                                                |
| Rumänien (UFPR)                                                                              | —          | Gold1        | —              | —           | 2.000        | Einzelnachweise                                                                                                |
| Russland (NFPF)                                                                              | —          | 3× Gold3     | Platin1        | —           | 50.000       | 2m-online.ru                                                                                                   |
| Schweden (IFPI)                                                                              | —          | 2× Gold2     | 4× Platin4     | —           | 245.000      | sverigetopplistan.se                                                                                           |
| Schweiz (IFPI)                                                                               | —          | 6× Gold6     | 10× Platin10   | —           | 625.000      | hitparade.ch                                                                                                   |
| Singapur (RIAS)                                                                              | —          | —            | Platin1        | —           | 15.000       | Einzelnachweise                                                                                                |
| Spanien (Promusicae)                                                                         | —          | 8× Gold8     | 6× Platin6     | —           | 930.000      | elportaldemusica.es ES2 ES3 ES4                                                                                |
| Südafrika (RISA)                                                                             | —          | —            | Platin1        | —           | 50.000       | Einzelnachweise                                                                                                |
| Südkorea (KMCA)                                                                              | —          | Gold1        | —              | —           | 15.000       | Einzelnachweise                                                                                                |
| Tschechien (IFPI)                                                                            | —          | —            | Platin1        | —           | 60.000       | Einzelnachweise                                                                                                |
| Türkei (Mü-YAP)                                                                              | —          | —            | Platin1        | —           | 30.000       | Einzelnachweise                                                                                                |
| Ungarn (MAHASZ)                                                                              | —          | 2× Gold2     | 2× Platin2     | —           | 52.000       | slagerlistak.hu                                                                                                |
| Vereinigte Staaten (RIAA)                                                                    | —          | 6× Gold6     | 23× Platin23   | Diamant1    | 34.868.000   | riaa.com |
| Vereinigtes Königreich (BPI)                                                                 | 8× Silber8 | 9× Gold9     | 26× Platin26   | —           | 15.445.000   | bpi.co.uk |
| Insgesamt                                                                                    | 9× Silber9 | 155× Gold155 | 239× Platin239 | 2× Diamant2 |              | |